# 藤咲きく乃
藤咲 きく乃（ふじさき きくの、1994年12月17日 - ）は、日本のモデル、グラビアモデル。

## 経歴
2018年、ミス・ユニバース日本予選ミス・ユニバース・ジャパン神奈川ファイナリスト。
2019年2月19日、ドラゴンクエストX第7期初心者大使に選出されるも、任期終了直前となる同年7月29日に諸般の事情による活動終了が発表、公式サイトからも削除される。
明治学院大学中退中退

## 人物
趣味は、音楽・映画鑑賞、カラオケ、ゲーム、旅行、ゴルフ。特技は、歌、フルート、大食い。
秘書技能検定2級を保有。

## 出演

### テレビ
- リンクアクアライン（2018年、テレビ神奈川）
- そんなコト考えた事なかったクイズ!トリニクって何の肉!?（2019年4月9日[4]・5月7日・6月18日・7月9日・8月8日・8月20日・9月10日、テレビ朝日）

### ネット番組
- 【全日本○○グラドルコンテスト】アビリティ#4、5（2018年11月25日、12月2日、AbemaTV）[5][6]
- 超ドラゴンクエストX TV（2019年2月19日 - 2019年7月9日、ニコニコ生放送）　- 第7期初心者大使[7][8]